# Catocala fumida
Catocala fumida är en fjärilsart som beskrevs av John D. Lattin 1951. Catocala fumida ingår i släktet Catocala och familjen nattflyn. Inga underarter finns listade i Catalogue of Life.